# Dito di Samone

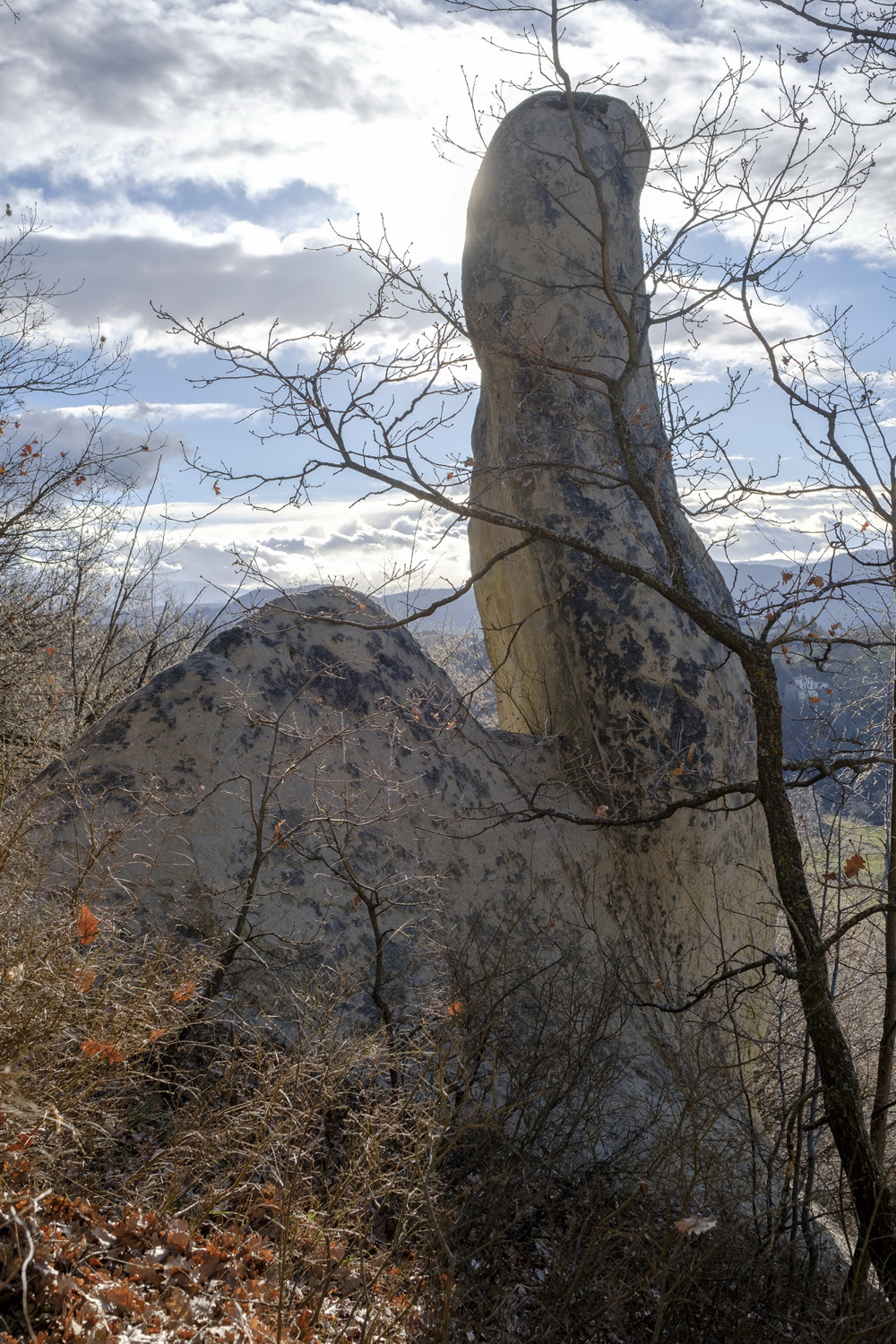
Dito di Samone

Il Dito di Samone è geosito caratterizzato da una curiosa formazione rocciosa cilindrica in arenaria alta cinque metri, situata nella frazione di Samone nel comune di Guiglia, in provincia di Modena.

## Descrizione
Isolato e nascosto nel bosco, anche se immediatamente a lato della strada provinciale che da Zocca conduce al Ponte di Samone, la strana forma rocciosa è una delle emergenze geomorfologiche più curiose dell'Appennino modenese e forse non altrettanto nota come i vicini Sassi di Roccamalatina: lasciata l'automobile a lato della strada, dopo pochi passi nel bosco, improvvisamente ci si trova di fronte al "Dito" strapiombante nella valle e che domina in lontananza l'abitato di Samone. Si tratta di una forma cilindrica di circa 5 metri d'altezza e costituita da arenaria, che si eleva da un ammasso globoso basale, identica per composizione a quella dei Sassi di Roccamalatina. "Dito" per la definizione (pudica) della toponomastica "ufficiale", ma più sguaiate definizioni gergali lo attribuiscono ad una forma fallica: in tutti i modi, il Sasso costituisce l'oggetto di tante foto ricordo d'escursioni domenicali.
Il Dito di Samone, in analogia ai vicini Sassi di Roccamalatina, costituisce una caratteristica forma d'erosione selettiva, controllata dalla fratturazione dell'ammasso roccioso e dal maggior grado di cementazione della roccia rispetto a quella circostante; le arenarie quarzoso-feldspatiche che lo costituiscono appartengono al Membro delle Arenarie di Anconella (d'età oligocenica superiore), distinto all'interno della Formazione di Antognola, che è prevalentemente pelitica, appartenente alla Successione epiligure. Il Dito di Samone è inserito all'interno del Parco regionale dei Sassi di Roccamalatina.
Definizioni a parte, la spiegazione scientifica del fenomeno è abbastanza semplice: come per gli altri "Sassi" dell'area di Guiglia, si tratta di una forma determinata dall'erosione selettiva, oltre che da processi d'alterazione d'alcuni minerali (carbonati del cemento e clasti alluminosilicati) costituenti la roccia stessa. Resta il nucleo più consistente e meno alterabile, mentre le particelle circostanti sono allontanate per gravità e dilavamento. Nel caso del Dito di Samone, come del resto per il Ponte d'Ercole e la Pietra Tetta di Monzone, non è escluso che il modellamento finale sia dovuto anche all'opera dell'uomo, che proprio per la facile erodibilità della roccia avrebbe "ritoccato" via via nel tempo l'originaria forma naturale, dando luogo, quindi, ad una scultura di un collettivo di artisti ignoti. Questa, però, è solamente un'ipotesi non dimostrabile: conseguentemente ad un processo geologico naturale che determina queste forme, è anche possibile, quindi, che il Dito di Samone sia un vero e proprio lusus naturae, da visitare, fotografare ed accettare così com'è, senza porre tanti problemi sulla sua vera origine.